# Louis Ranvier

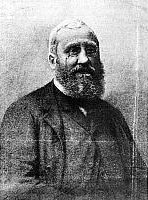
Louis Antoine Ranvier

Louis Antoine Ranvier (Lió, 1835 - Vendranges, 1922) fou un metge, neuròleg i històleg francès.
Va estudiar a Lió i es va graduar el 1865. va trobar feina amb Víctor André Cornil (1837-1908), on junts oferien un curs d'Histologia als estudiants de medicina. També van escriure junts un important llibre d'Histopatologia. Fou el descobridor de la mielina (recobriment axènic lipídic) i dels nòduls de Ranvier (estructures subcel·lulars que recobreixen els axons de les neurones i proveeixen més velocitat a l'impuls nerviós). Altres estructures anatòmiques que va descobrir foren les cèl·lules de Merkel-Ranvier (cél·lules melanocitiques que es troben a la placa basal de l'epidermis), els discos de Ranvier i altres nervi-sensitius especials. L'any 1897 va fundar la revista científica Archives d'Anatomie Microscopique amb Edouard-Gérard Balbiani (1823-1899).